# 폭스바겐 트랜스포터
폭스바겐 트랜스포터(Volkswagen Transporter)는 독일의 자동차 제조사 폭스바겐에서 1949년부터 생산하는 승합차이다.

## 1세대

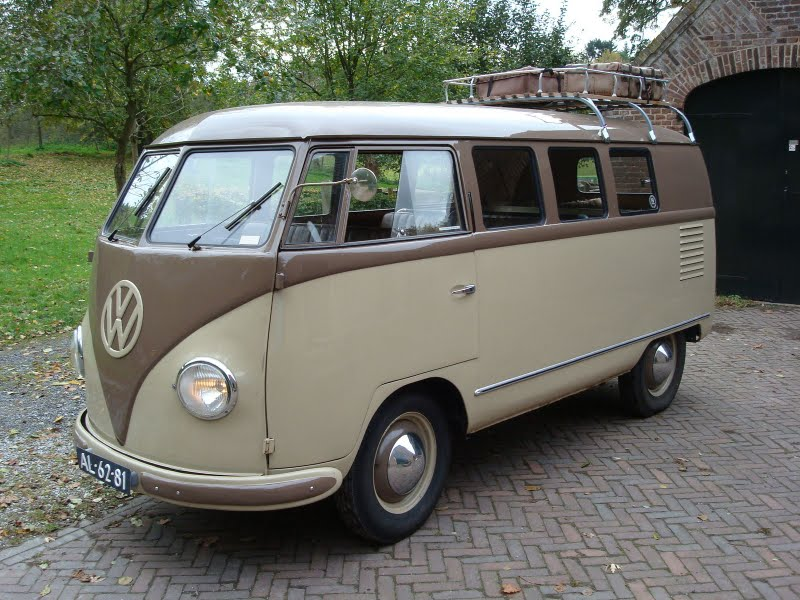
1세대 트랜스포터

1949년 11월부터 생산이 시작되었고 1950년 1월 18일에 출시하였다. 폭스바겐 최초의 승합차이며 1975년까지 생산하였다. 일부 시장에서는 마이크로버스라고 불리기도 한다.

## 2세대
1968년에 출시하였다. 브라질에서는 페이스리프트만 거치면서 2013년 말까지 생산하였다.

## 3세대
1979년에 출시하였으며, 전 세대와는 달리 각진 디자인으로 변하였다. 1992년에 단종되었다.

## 4세대

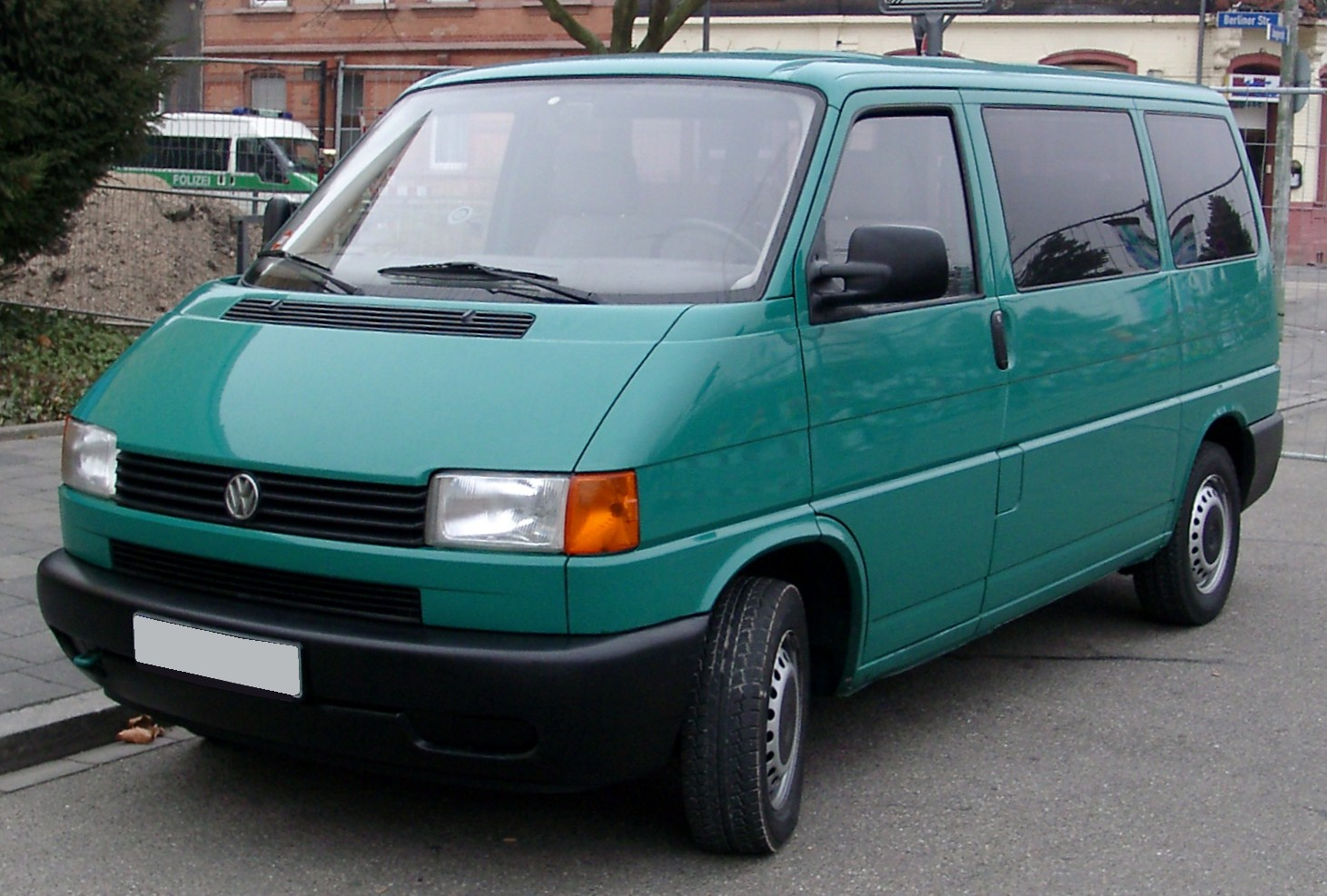
T4 전기형 전면부

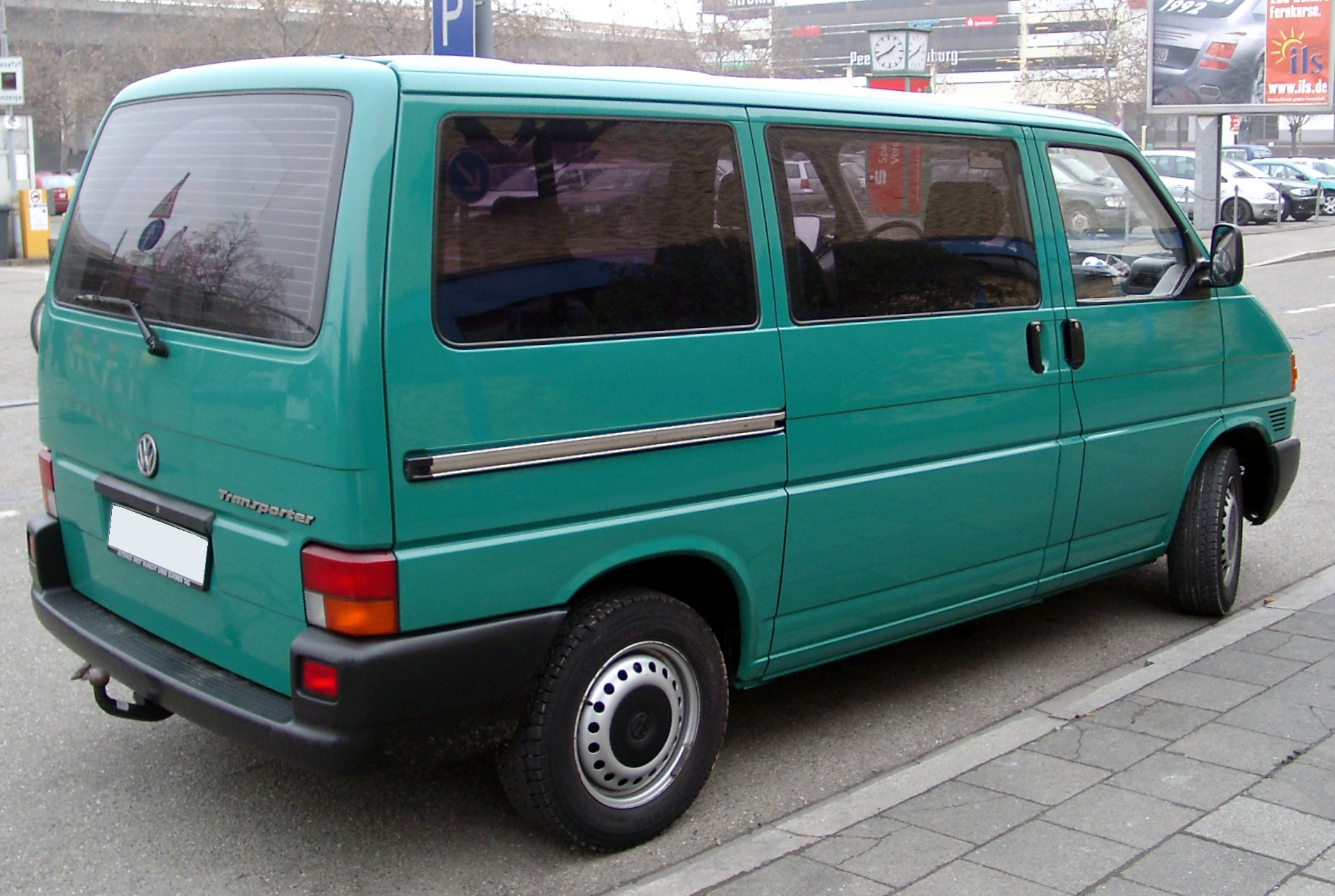
T4 전기형 후면부

1990년에 출시하였다. 강화되는 안전 기준에 따라 차체 형태가 보닛형으로 바뀌었고, 전륜구동을 채택한 최초의 트랜스포터가 되었다. 북미 시장에서는 1992년부터 유로밴이라는 명칭으로 판매되었으며, 미국에서는 판매 부진으로 인해 출시 첫 해에만 판매되었으나 캐나다와 멕시코 시장에서는 계속 판매되었다. 그러나 1999년부터는 미국 시장에 VR6 엔진을 장착하고 재판매하였다. 이후 2003년에 전 세계 시장에서 단종되었다. 한때 삼성자동차가 이 모델을 자사의 RV 라인업으로 들어오려는 시도를 했었으나 불발되었다.

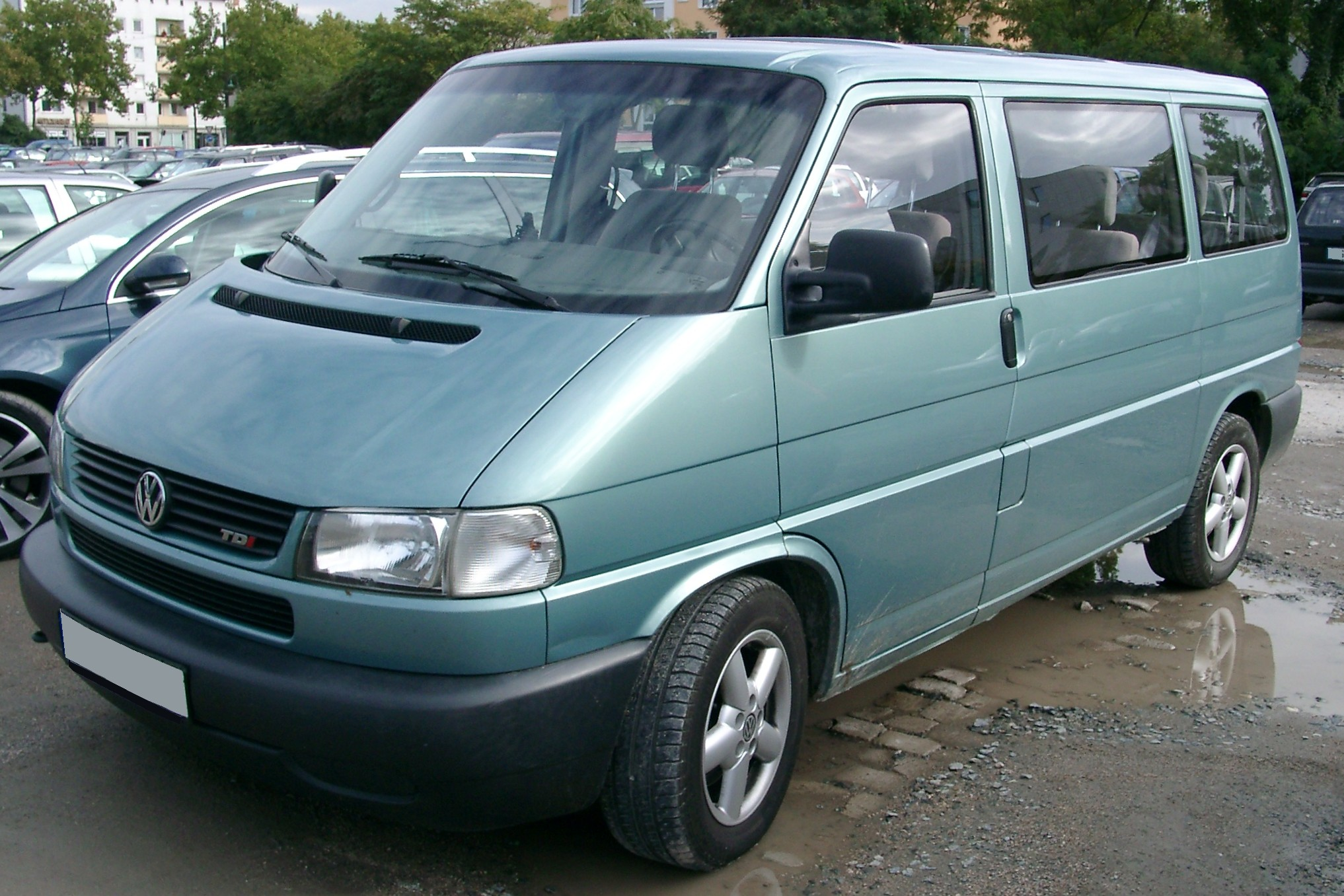
T4 후기형 전면부
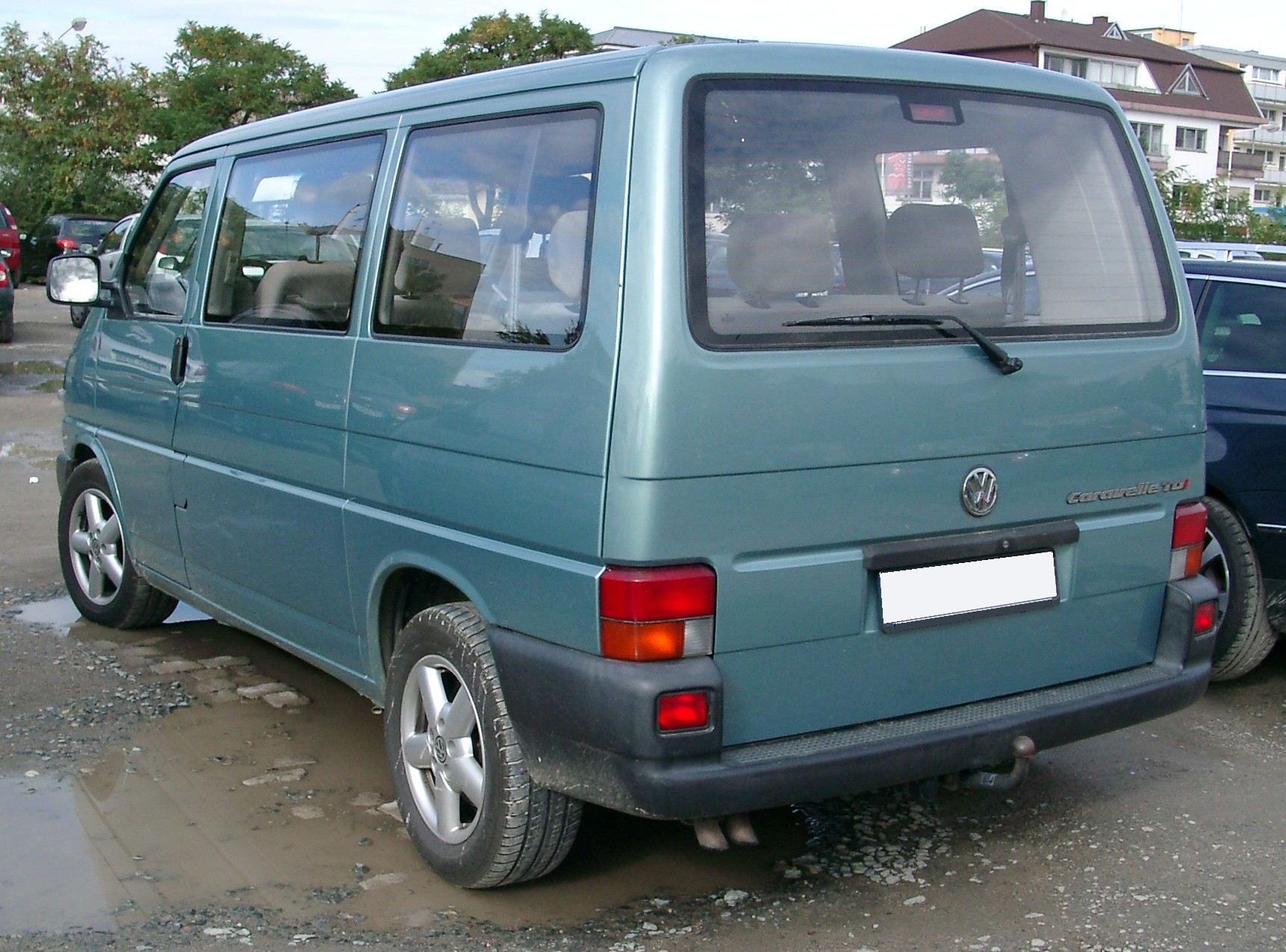
T4 후기형 후면부

## 5세대

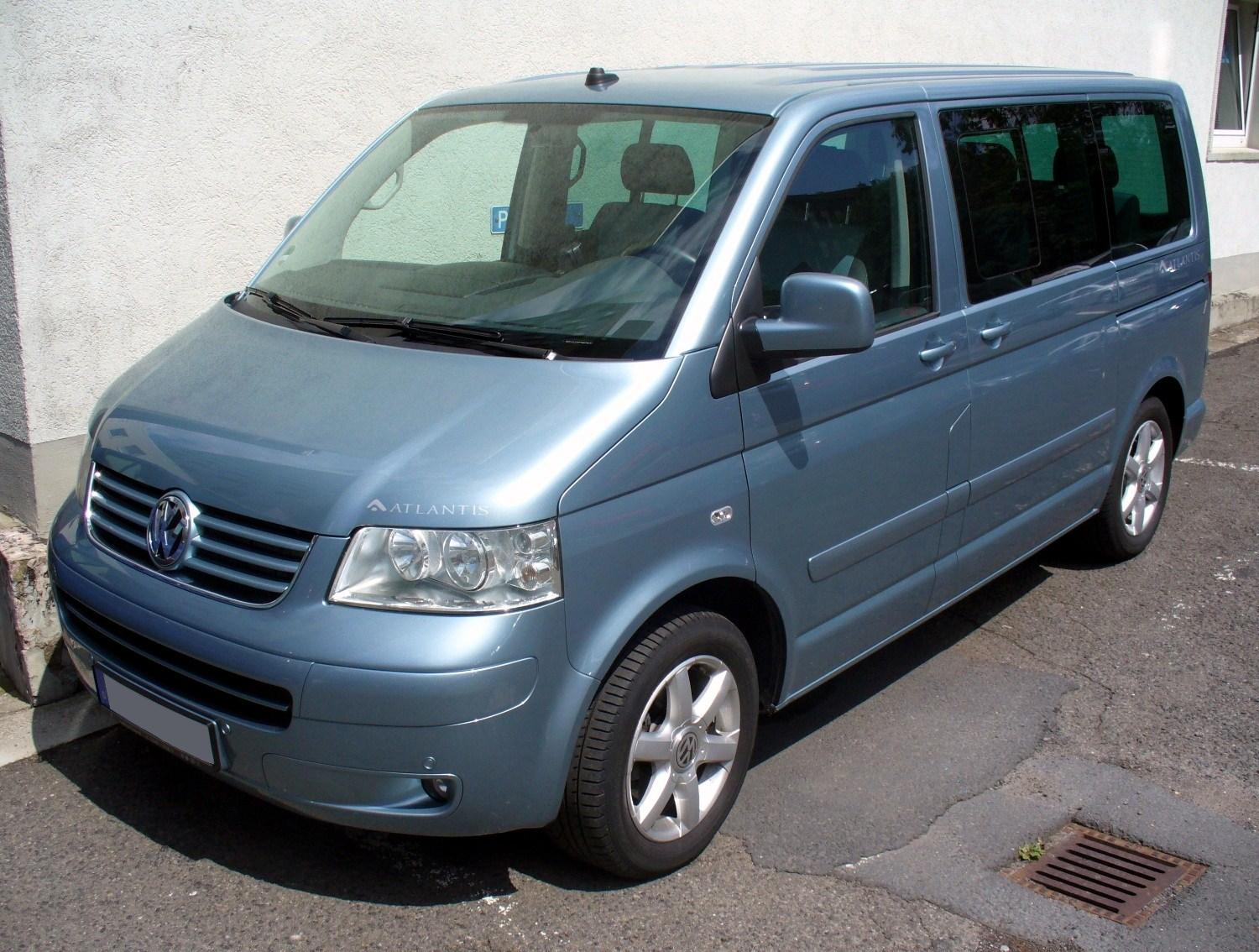
T5 전기형 전면부

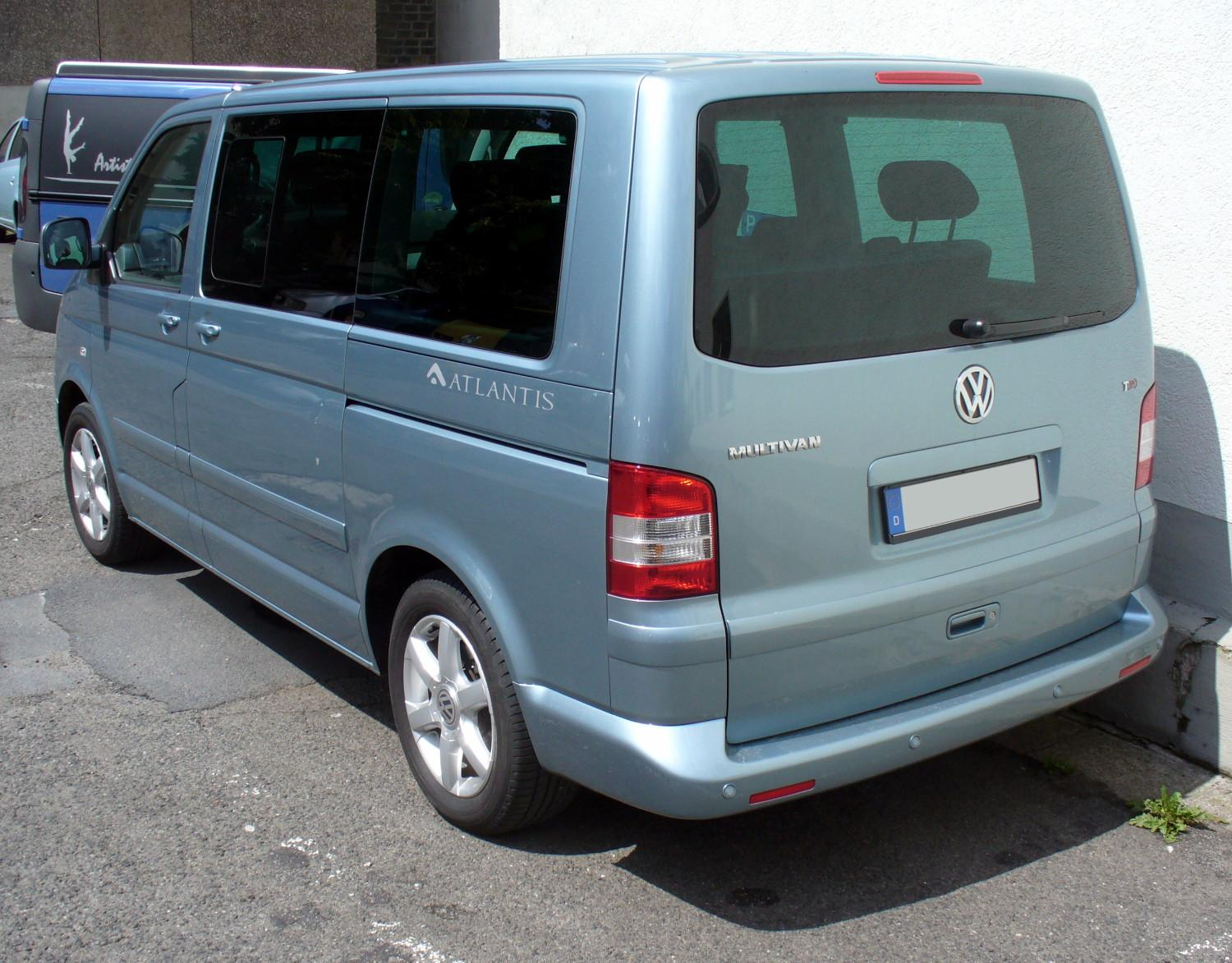
T5 전기형 후면부

2002년에 출시하였으며, 판매는 2003년부터 시작되었다. 오랫동안 생산하다가 2009년 페이스리프트를 거치면서 전면부 디자인을 수정하였고, 2016년까지 판매되었다.

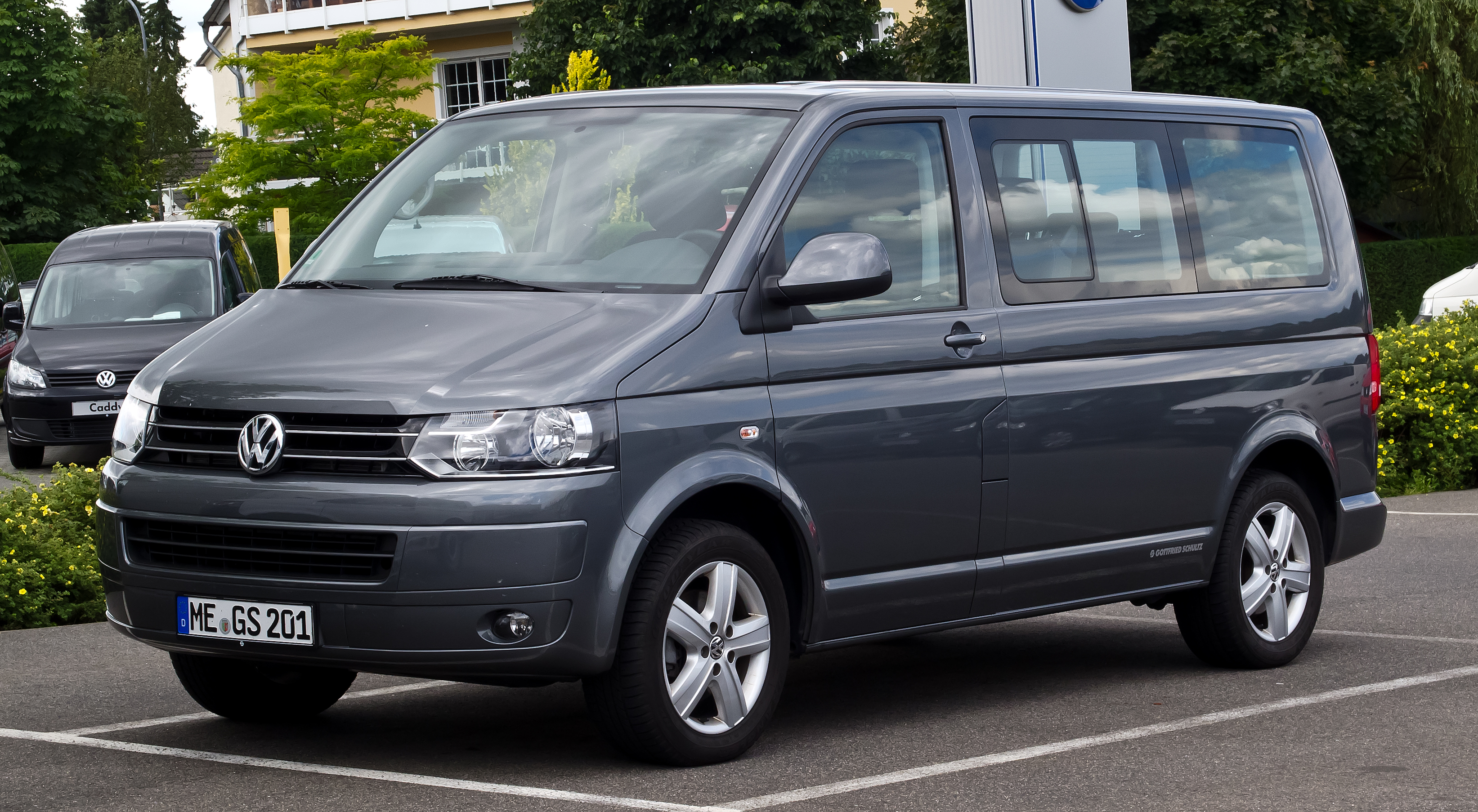
T5 후기형 전면부
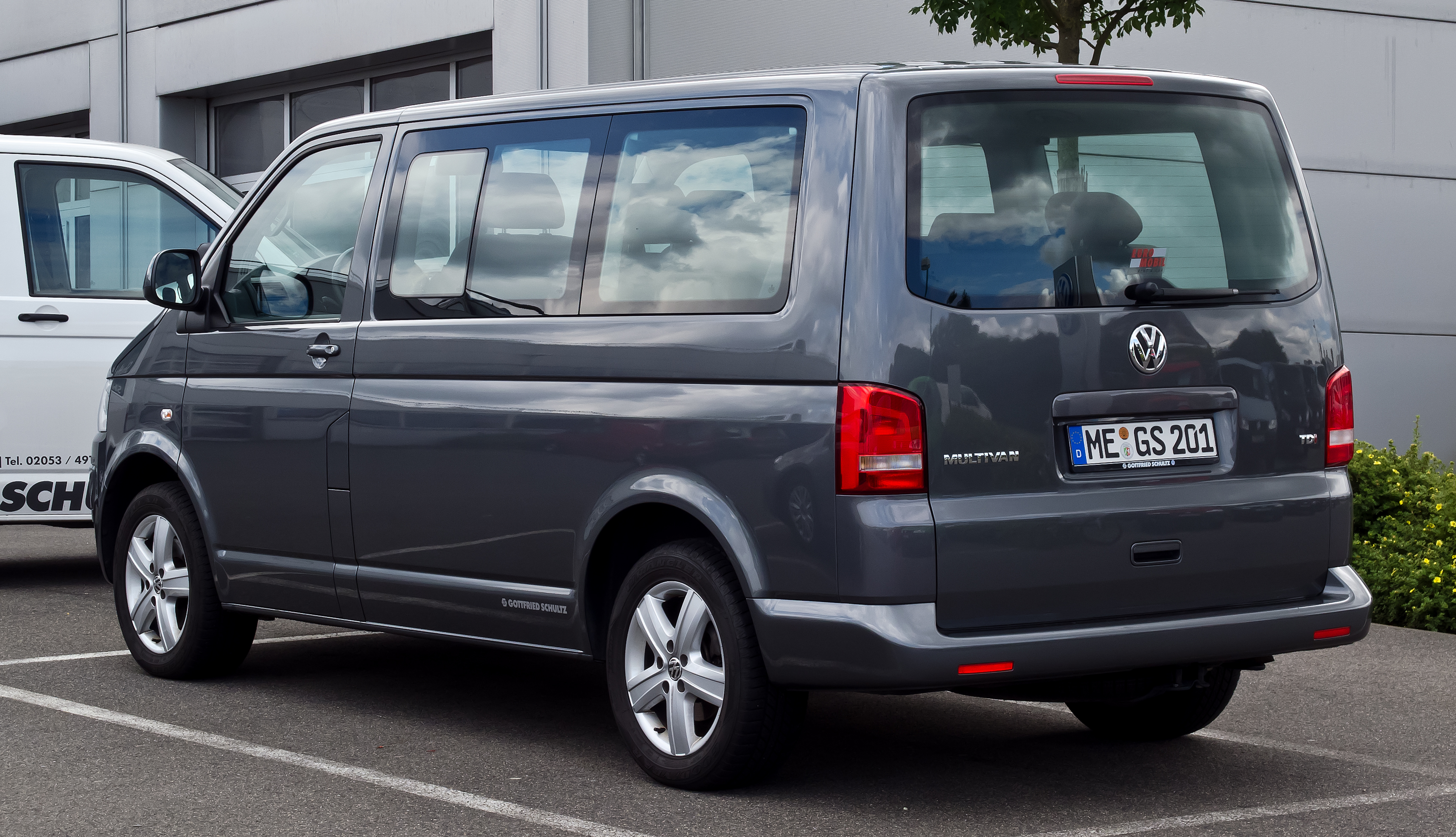
T5 후기형 후면부

## 6세대

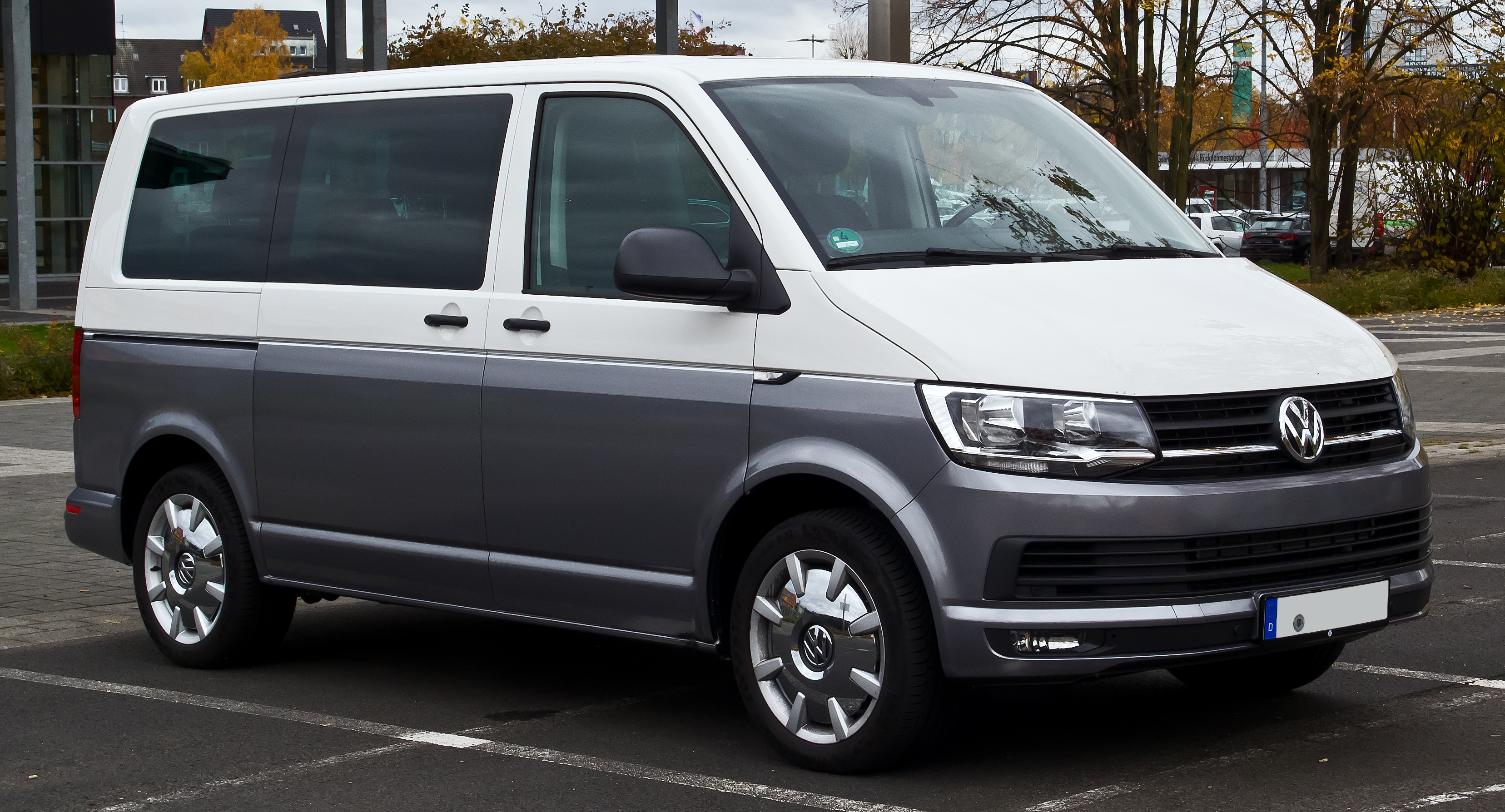
T6 전기형 전면부

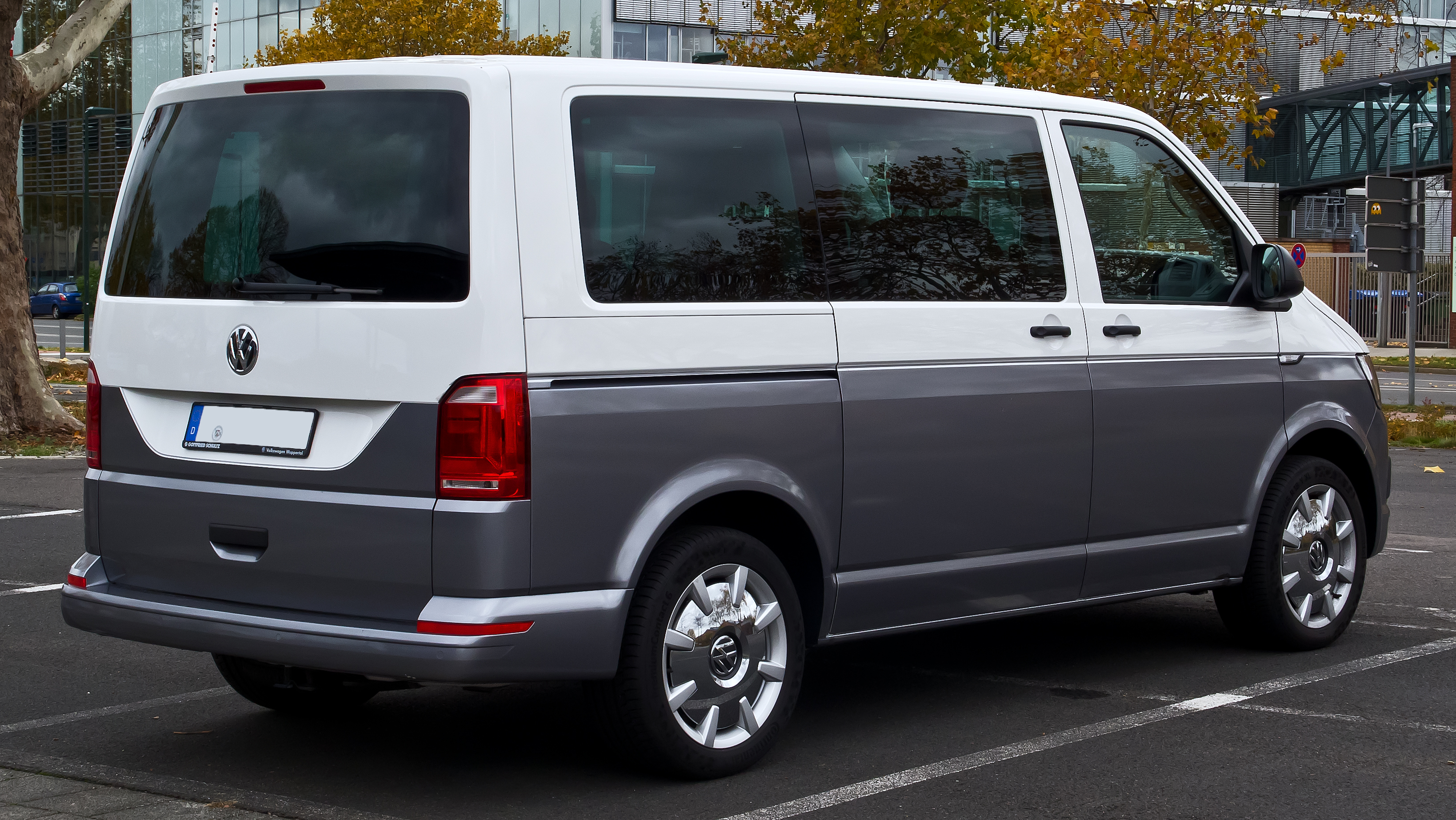
T6 전기형 후면부

2016년에 출시하였다. 기존 T5의 디자인을 다시 다듬었으며, 파워트레인을 유로 6 배기가스 기준에 맞춰 개편하였다. 2018년 1월에는 전기차 사양이 출시되었고, 2019년 3월에 부분변경을 거쳤다. 2021년에 후속인 T7가 나온 뒤에도 병행 판매중에 있다.

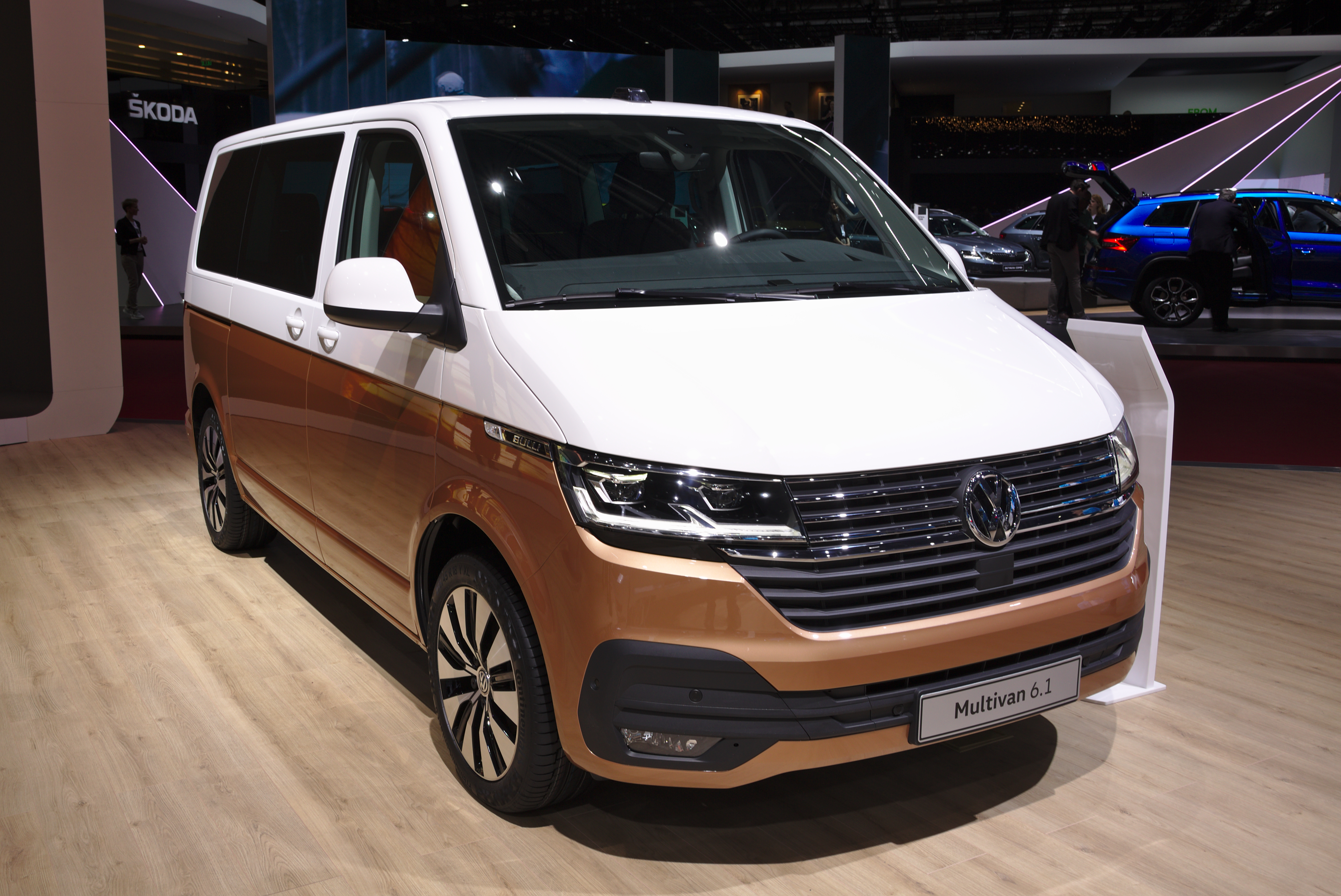
T6 후기형 전면부
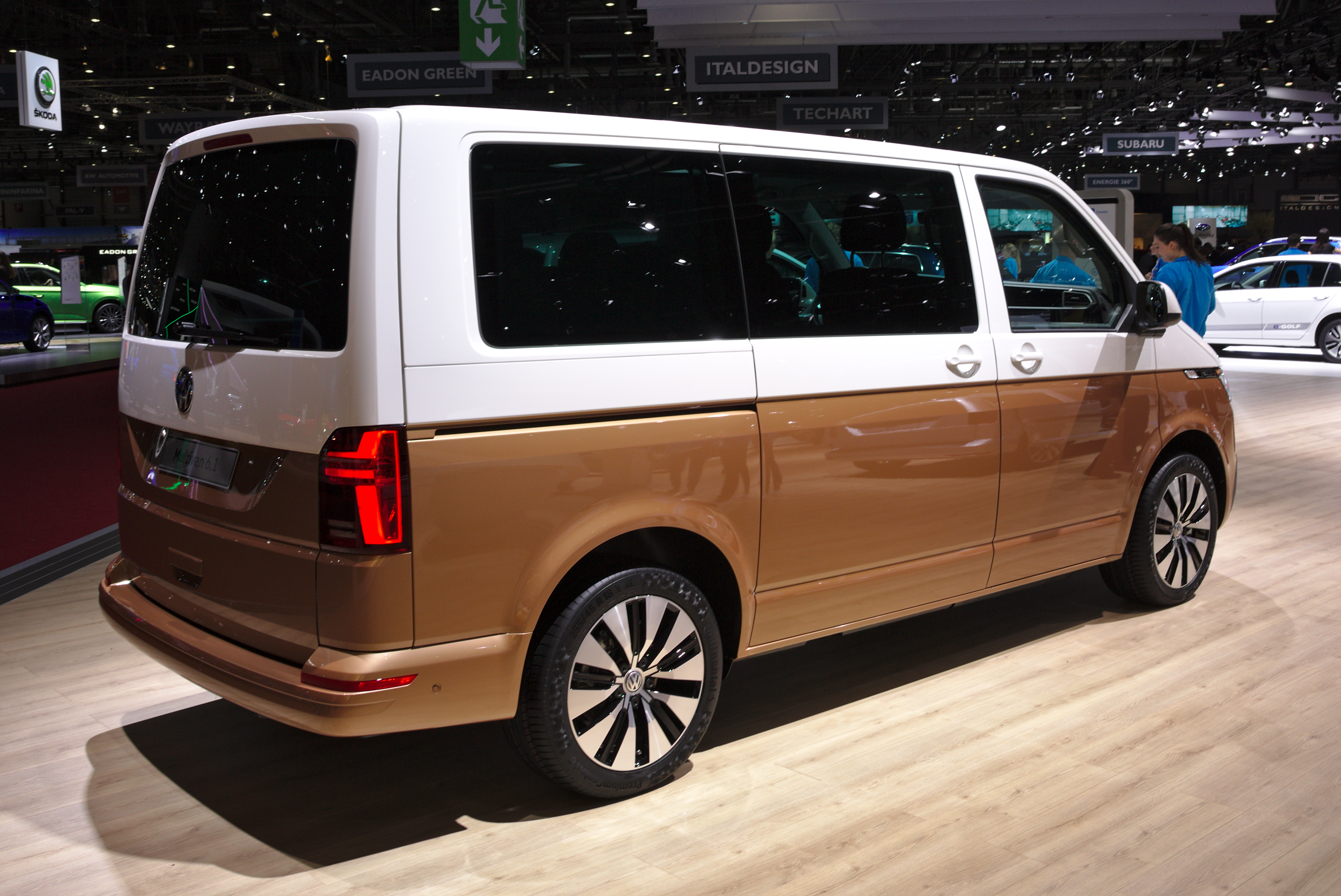
T6 후기형 후면부

## 7세대

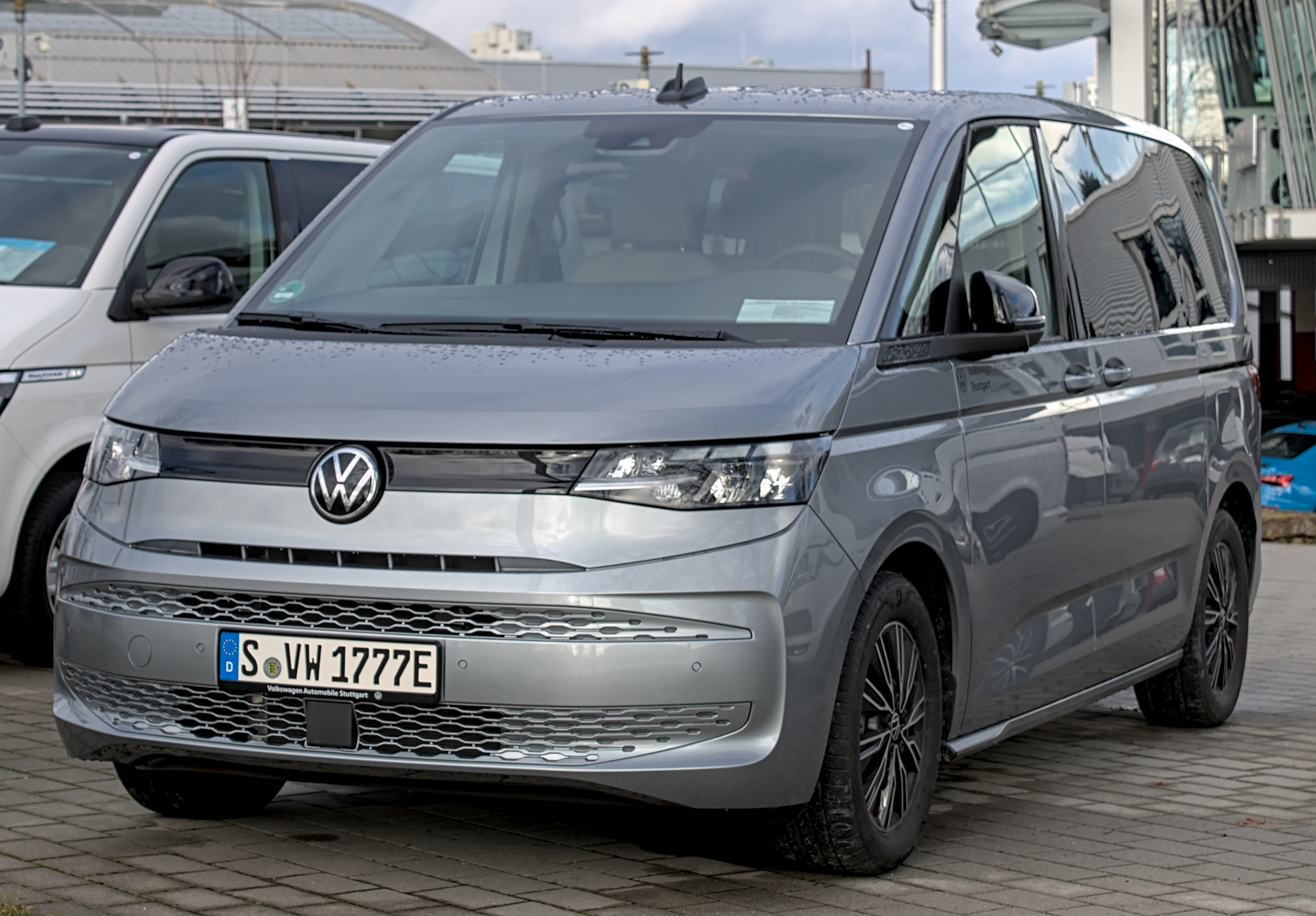
T7 전기형 전면부

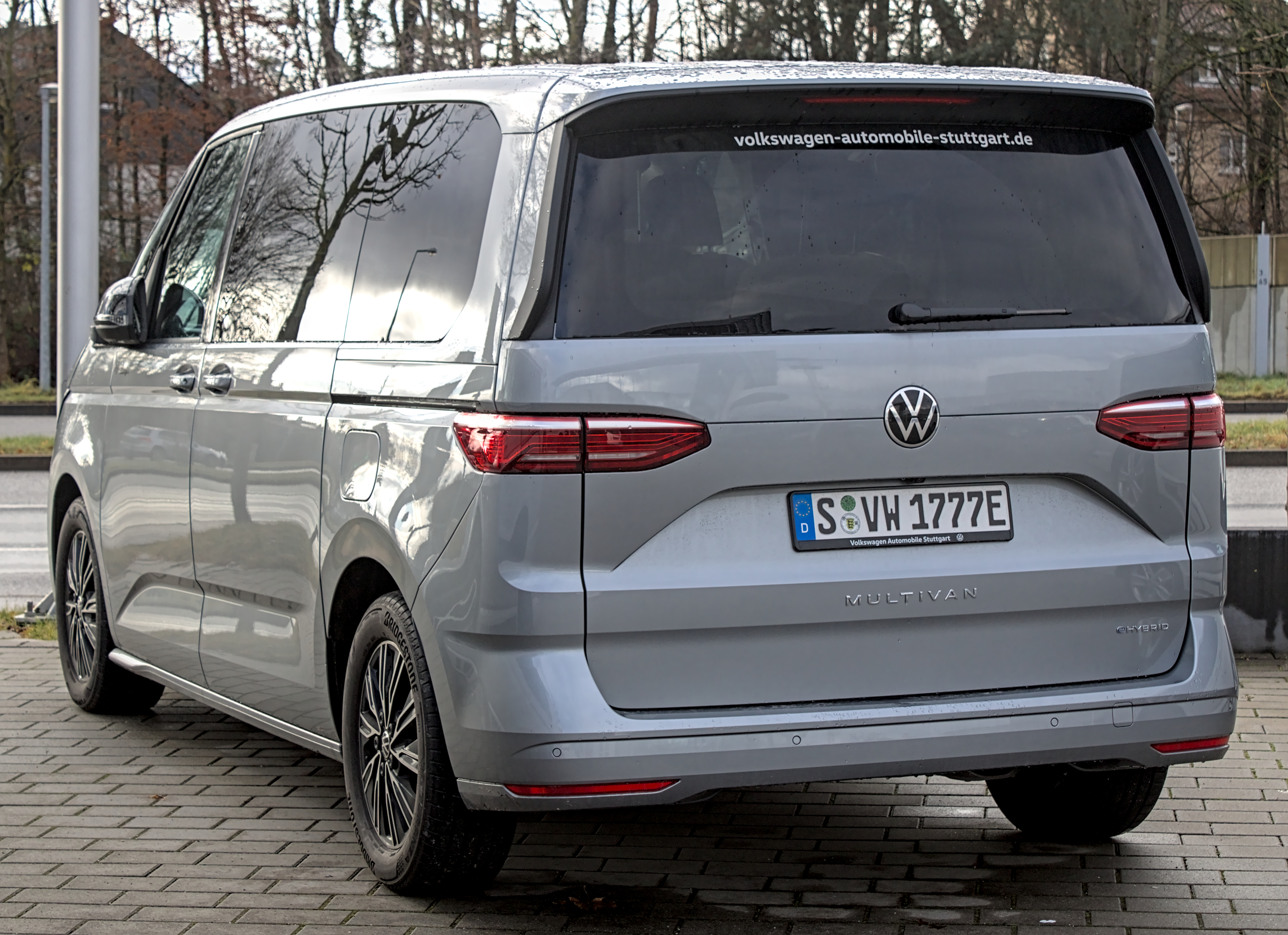
T7 전기형 후면부

2021년 10월에 출시되었으며, 종전의 T 플랫폼 대신 MQB 플랫폼을 바탕으로 개발되었다. 현재는 멀티밴 사양만 발표된 상황이며, 이전 모델인 T6과 병행 판매되고 있다. 초기에는 가솔린 엔진과 가솔린 하이브리드만 있었으나, 2022년 3월에 디젤 엔진 사양도 추가되었다.

## 같이 보기
- 승합차
- 미니버스